# Stazione di Meda
La stazione di Meda è una stazione ferroviaria, gestita da Ferrovienord, situata lungo la linea Milano-Asso e ubicata nel comune omonimo.

## Movimento

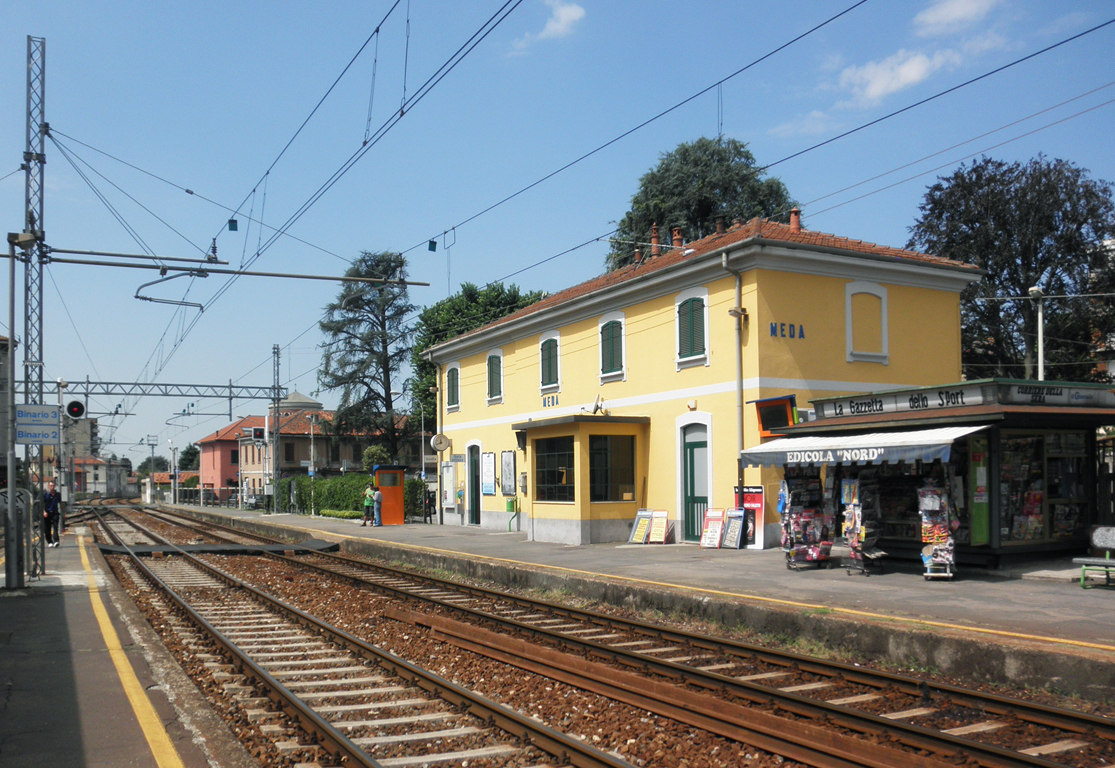
Il piazzale binari

Da Meda partono alcuni treni della linea S2; tutti i servizi sono svolti da Trenord nell'ambito del contratto di servizio stipulato con la Regione Lombardia. Ad inizio 2024 sono cominciati i lavori di raddoppio dei binari nel tratto Seveso-Meda, i quali permetteranno la partenza da Meda della linea S2 durante tutto l’arco della giornata.
L'impianto ferroviario è servito a cadenza semioraria (oraria la domenica) dai treni regionali Milano Cadorna-Asso, gestiti da Trenord.

## Servizi
Le banchine a servizio dei binari sono collegate tra loro tramite un sottopassaggio pedonale e sono accessibili ai portatori di disabilità grazie a degli ascensori.
Lo scalo dispone inoltre dei seguenti servizi:
- Biglietteria automatica
- Sala d'attesa
- Bar

## Interscambi
Fra il 1912 e il 1952 presso la stazione era presente una fermata della tranvia Monza–Meda–Cantù.